# Mandjelia yuccabine
Mandjelia yuccabine là một loài nhện trong họ Barychelidae. Loài này phân bố ờ Queensland.